# Lithodes longispina
Espèce
Lithodes longispina est une espèce de crustacés de la famille des Lithodidae, communément appelés « crabes royaux », bien qu'ils ne s'agisse pas de crabes à proprement parler mais d'espèces plus proches des bernard l'ermite. 

## Morphologie
Lithodes longispina possède une couleur rouge brique et une carapace en forme de goutte d'eau hérissée d'épines très allongées et résistantes. Comme chez les autres crustacés, la carapace est composée de calcaire et de chitine. Les pattes motrices, très longues comme chez les autres lithodes, sont également épineuses. Le rostre des Lithodes longispina est très développé, contrairement aux antennes et antennules, qui sont elles peu développées. La partie ventrale présente une couleur plus claire que la carapace et leur abdomen est asymétrique chez les femelles, pas chez les mâles. De plus, comme chez la plupart des lithodes, la cinquième paire de péréiopodes n'est pas utilisée pour la locomotion, mais plutôt pour nettoyer la carapace, les branchies et le transfert de spermatozoïdes. Les mâles mesurent environ 1,20 m, tandis que les femelles sont plus petites.
Lithodes longispina est très proche morphologiquement d'une autre espèce de lithodes, Lithodes megacantha, que l'on trouve en Polynésie française. Les deux espèces se différencient uniquement par la taille des épines dorsales.

## Reproduction
Comme pour la plupart des décapodes, les œufs de Lithodes longispina se déposent sur les fonds marins avant d'éclore et, après des séries de mues successives, deviennent des adultes. 
La reproduction de Lithodes longispina se fait également en eaux peu profondes : de nombreuses femelles gravides et des juvéniles sont présents dans ces eaux.
De plus, comme plusieurs espèces de ce genre, Lithodes longispina est victime de parasitisme, des œufs de poissons étant pondus dans ses branchies. Généralement pondus durant la période d'accouplement de Lithodes longispina, ces œufs sont trouvés de manière générale dans des individus assez volumineux et dans des femelles. Il faut ainsi de quatre à cinq mois à l'œuf de poisson pour éclore, causant des difficultés respiratoires aux individus parasités, pouvant même conduire à la mort lors de l'éclosion, 65 % des branchies étant occupées par un seul œuf. D'autres espèces, comme Lithodes aequispinus, sont également victimes de ce parasitisme, ce genre étant en effet choisi pour son agressivité, ce qui accroit la protection des œufs de poissons.

## Répartition et mode de vie
On trouve principalement Lithodes longispina dans les eaux du Paciﬁque Nord, ainsi qu'au large des côtes nippones, australiennes et néo-zélandaises, notamment au large de la Tasmanie, mais également à Taïwan, à Guam aux îles Midway ou en Nouvelle-Calédonie. Certains spécimens ont également été trouvés à Hawaï. Lithodes longispina vit à des profondeurs élevées, de 700 à 1 900 m, dans des eaux relativement froides (température inférieure à 10 °C). Cette espèce a un mode de vie benthique, vivant sur des fonds rocheux, coralliens ou vaseux.
Comme la plupart des décapodes, Lithodes longispina est principalement prédateur et détritivore.

## Pêche
Le chalutage en eaux profondes, visant notamment l'hoplostèthe orange ou la dorade rose, cause également la mort de nombreuses Lithodes longispina qui sont attrapées dans les filets et remontées à la surface en tant que victimes collatérales.